# Benjamin Janssens
Benjamin Janssens (22 augustus 1998) is een Belgisch basketballer.

## Carrière
Janssens speelde in de jeugd van Aartselaar BBC, Red Vic Wilrijk, Gembo Borgerhout, Boortmeerbeek Bulldogs en Bavi Vilvoorde. In 2014 maakte hij zijn debuut bij Kontich Wolves in de derde klasse. In 2016 sloot hij zich aan bij Okapi Aalstar en speelde zes wedstrijden met de eerste ploeg. In 2017 maakte hij de overstap naar Nederland en ging spelen voor Apollo Amsterdam. Na een seizoen keerde hij terug naar België en tekende bij Kangoeroes Mechelen maar speelde maar twee wedstrijden voor de eerste ploeg.
In 2019 trok hij naar de Spaande Canarias Basketball Academy waar hij datzelfde jaar nog vertrekt en tekende bij de net gedegradeerde Spaanse vierdeklasser Óbila CB. Na twee seizoen tekende hij in 2021 bij reeksgenoot Corinto Gijón Basket. In februari 2023 tekende hij bij het Spaanse City of Badajoz Academy en speelde bij hen ook in eht seizoen 2023/24. In februari 2024 tekende hij bij Baloncesto Alcala.